# Дудай Віталій Вікторович
Віта́лій Ві́кторович Дуда́й (1990—2023) — український військовослужбовець, учасник російсько-української війни, Герой України (2024, посмертно).

## Життєпис
Народився 5 квітня 1990 року в селі Борівка Бучанського району Київської області.
Освіту здобув у Житомирському державному університеті імені Івана Франка.
У 2011—2013 роках працював учителем фізкультури. Влаштувався в лісництво, на заготівлю деревини.
В лютому 2022 року вивіз родину до батьків у Борівку. Там стало неспокійно, повіз дружину й дітей на Волинь, де проживали родичі його сім'ї.
З 21 березня 2022 року — доброволець. Служив у 95-й бригаді. Загинув 21 травня 2023 року в Донецькій області.
Без Віталія лишилися батьки, дружина Анжела; син Вадим 2015 р.н., донька Марина 2018 р.н.

## Нагороди
- Звання Герой України з удостоєнням ордена Золота Зірка (2024, посмертно)[3].
- Орден Богдана Хмельницького III ступеня (2024, посмертно)[4].